# Ryszard Remień
Ryszard Remień (ur. 10 kwietnia 1968 w Kędzierzynie-Koźlu) – piłkarz grający na pozycji obrońcy lub pomocnika, trener piłkarski.

## Kariera piłkarska
W polskiej I lidze rozegrał łącznie 208 spotkań i strzelił 10 bramek. Swój debiut na boiskach I-ligowych (Ekstraklasy) zaliczył 16 marca 1991 roku w meczu Lecha Poznań z Zagłębiem Lubin (2:1).

## Kariera trenerska

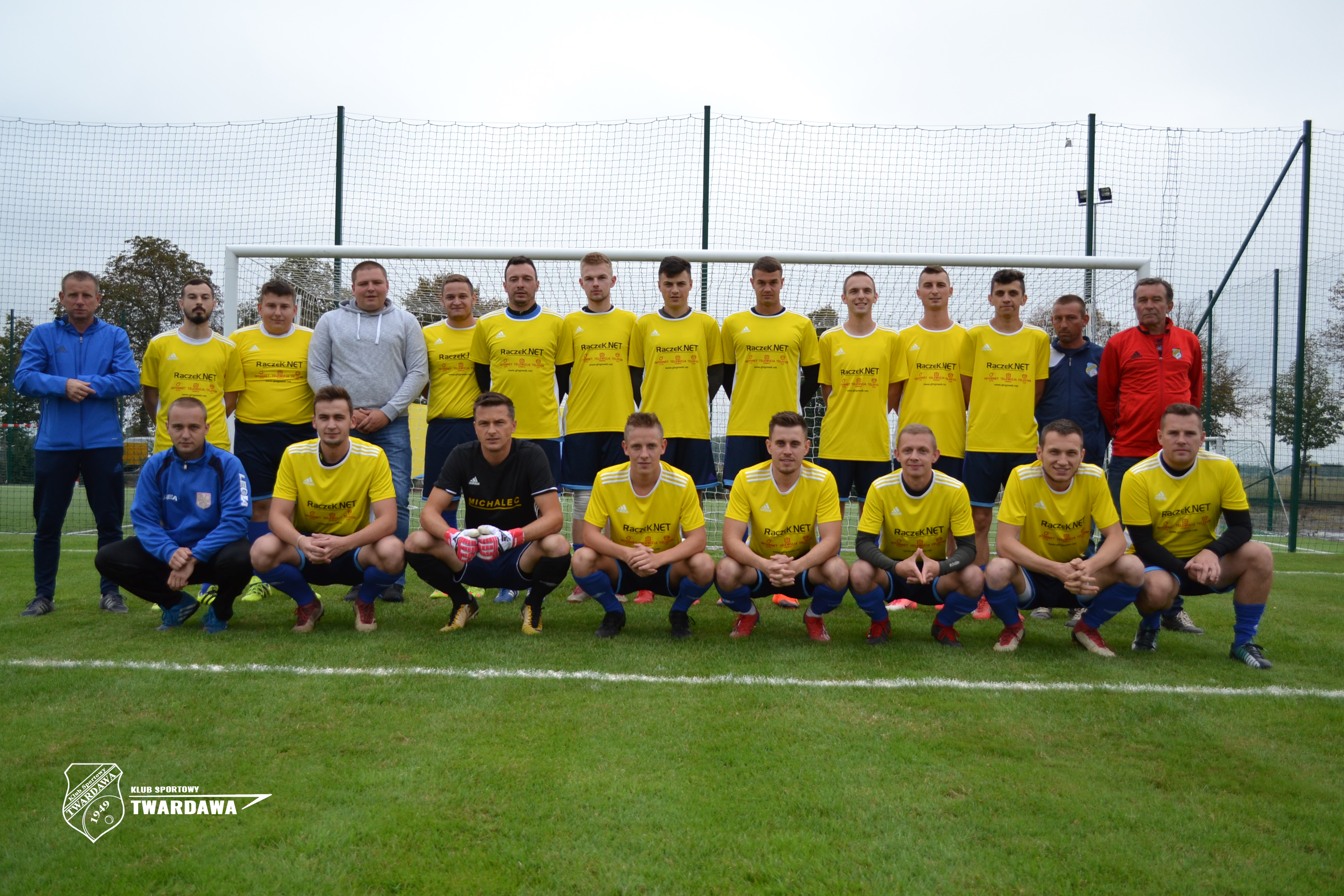
Drużyna KS Twardawa w sezonie 2019/20, pierwszy z lewej stoi trener drużyny Ryszard Remień

Remień rozpoczął swoją karierę trenerską 1 lipca 2003 roku, kiedy to został asystentem trenera Czesława Jakołcewicza w Kujawiaku Włocławek. Później był asystentem kolejnych trenerów Kujawiaka - najpierw Piotra Tyszkiewicza, a później Bogusława Baniaka. Pierwszym trenerem zespołu z Włocławka Remień został 10 lipca 2006 roku. W sezonie 2009/10 w III lidze opolsko-śląskiej prowadził Ruch Zdzieszowice, z którym awansował do II ligi. Od lipca 2010 roku do początku 2012 trenował III-ligowy Start Bogdanowice. Następnie prowadził III-ligowy TOR Dobrzeń Wielki i III-ligową LZS Piotrówka. 
Od 1 marca 2013 do połowy 2014 roku był trenerem Unii Racibórz, występującej w IV lidze śląskiej. Od 22 czerwca 2015 trenował IV-ligowy Chemik Kędzierzyn-Koźle.
Od 2016 roku jest grającym trenerem w KS Twardawa, z którym udało mu się awansować z B klasy do klasy okręgowej.

## Sukcesy

### Sukcesy piłkarskie
Lech Poznań:
- Mistrzostwo Polski (2 razy): 1992 i 1993
- Superpuchar Polski (1 raz): 1992

### Sukcesy trenerskie
Kujawiak Włocławek:
- awans do II ligi w sezonie 2003/04
- zdobycie Pucharu Polski na szczeblu woj. kujawsko-pomorskiego w sezonie 2003/2004

Ruch Zdzieszowice
- mistrzostwo III ligi (grupa: opolsko-śląska) w sezonie 2009/10